# 木根香青
木根香青（学名：Anaphalis xylorhiza）为菊科香青属的植物。分布于不丹、尼泊尔、喜马拉雅以及中国大陆的西藏等地，生长于海拔3,800米至4,000米的地区，多生长在高山草地，目前尚未由人工引种栽培。